# 石門區
25°17′25″N 121°34′07″E / 25.290412°N 121.568491°E

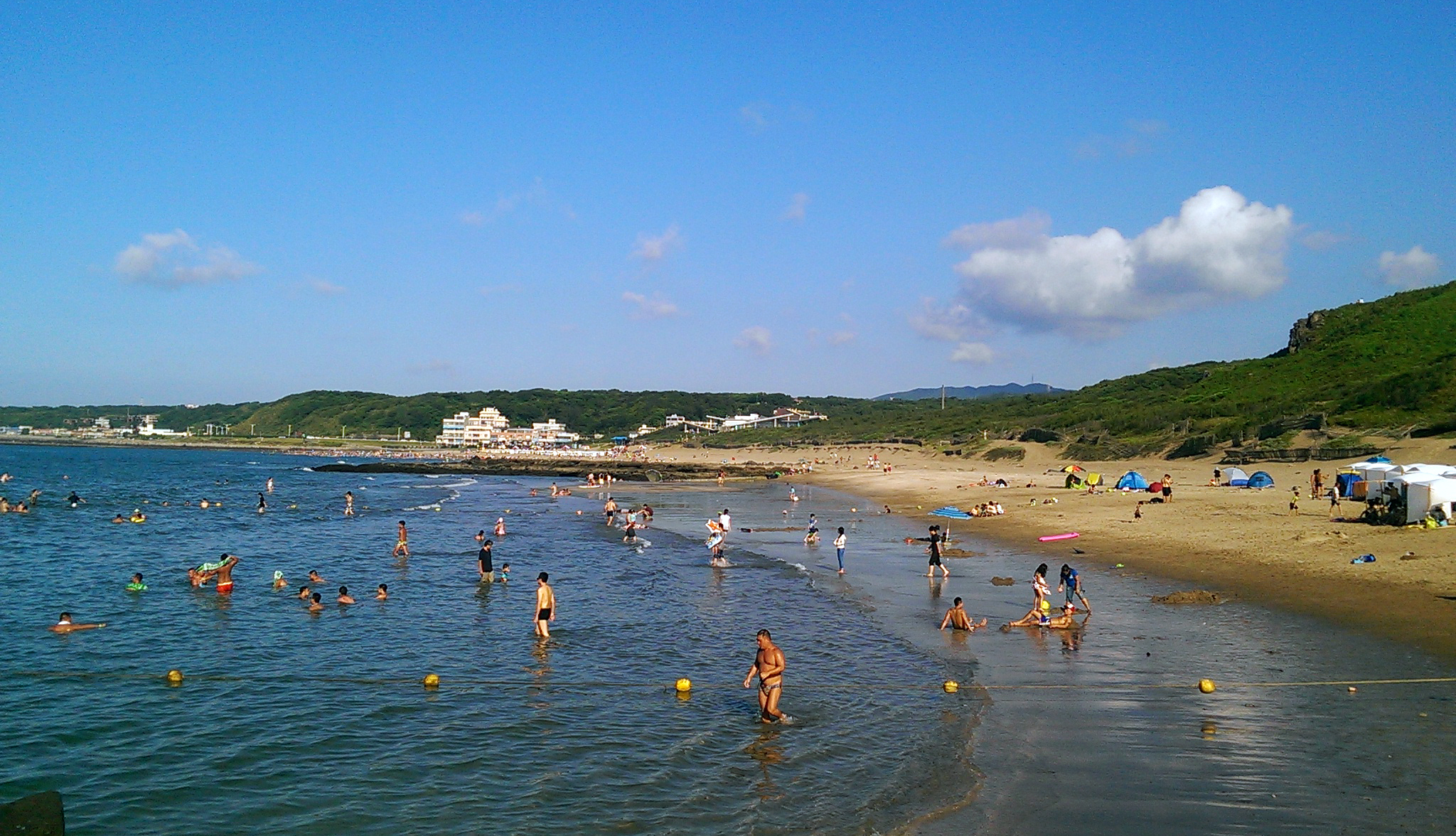
白沙灣

石門區，得名自海蝕石門，前身「石門鄉」，位於中華民國新北市北端，是臺灣本島位置最北的三級行政區，境內的富貴角為臺灣本島最北端的岬角，亦為富貴角燈塔所在地。全境位居大屯火山群北麓，南側山高谷深，擁有多個瀑布，中北部多為階狀臺地，並於沿海地帶形成海蝕崖景觀，因海蝕崖長期受海蝕作用而形成海蝕洞、海蝕門等特殊岬角地形。
石門區自清代中葉以來即是北臺灣的茶葉產地，其主要栽植茶葉為日治時期自中國福建省引進的硬枝紅心，是製作鐵觀音茶的重要原料，現今的茶園主要分布於草里里與茂林里等地。此外，在全境地理位置臨海與人口分布稀少的背景條件下，1970年代後的石門區也成為臺電核一廠的所在地。

## 歷史
石門區地名源自區內有處被稱為「石門洞」的海蝕門，最早出現於1694年，鄭開極所編修之《福建通志》，「石門山，旗干石西，一石中空如圓門，故名」。道光年間臺灣采訪冊記載「石門汛（離艋舺十二里，外委一員，兵三十名），屬艋舺滬尾水師管轄。」 1871年（同治10年），楊浚《淡水廳志》記載「海岸石門」為淡北外八景之一。
日治時期1920年，日本政府因《臺灣街庄制》改設石門庄。1930年，台灣總督府頒布《史蹟名勝天然紀念物保存法》，並於1933年第一回台灣總督府「國指定之史蹟名勝及天然紀念物」，公告《海蝕石門》（台北州淡水郡石門庄下角字石門）為天然紀念物。
1945年戰後，改設臺北縣淡水區石門鄉。1950年，改設臺北縣石門鄉。2010年12月25日因應臺北縣升格直轄市而更名為石門區。

## 地理

### 風稜石
麟山鼻上的安山岩熔岩長年受風沙的長年磨刮，變成佈滿擦痕的岩面與尖銳稜線，即所謂之風稜石。沙丘中之風稜石有時具有三個面，兩面光滑，另一面較粗糙的向下與地面接觸，光滑面乃因風力搬運之細沙打磨成光面，面與面之間的稜很尖銳，故又稱三稜石或三面石。

### 藻礁
藻礁是由藻類分泌製造鈣質或矽質，經長年堆積而成的礁體，與珊瑚礁都屬於生物礁（biotic reef, bioherm）。石門區的藻礁以麟山鼻岬角、富貴角西側、及富貴角東側至石門洞間的海岸最多，藻礁以輝石安山岩塊為基盤，生長至高潮線位置，每年四、五月，石蓴為主的藻類生長茂盛，而呈翠綠。

### 麟山鼻岬角
麟山鼻岬角為70-80萬年前，竹子火山噴發造成大量的安山岩質熔岩流向北流動， 於末端所形成的岬角。火成岩的熔岩，地殼變動產生摺皺、斷層節理、海蝕地形及風積沙丘及風蝕（風稜石）地形，形成豐富的地質景觀。麟山鼻岬角東側海灣沙灘，常夾雜著由安山岩風化後，殘留的磁鐵礦砂，於波浪淘洗過後在沙灘上呈黑黑的一層，在強烈東北季風吹拂下，積成沙丘地形。

### 富貴角岬角
富貴角岬角位台灣本島的最北端，與麟山鼻的形成原因相同。另一特色，乃富貴角是與麟山鼻之間的海岸有藻礁，沙中由許多藻礁及貝殼碎屑所構成，顏色較白，稱為白沙灣。

### 人口
根據新北市政府民政局統計，2024年底石門區戶數約4.3千戶，人口約1萬人，區內人口最多與最少的里分別是老梅里與乾華里，2024年底兩里人口分別為2,097人與260人。

## 政治

### 歷任首長
日治時期石門長:168
| 姓名     | 任期                                                  | 單位名稱       |
| -------- | ----------------------------------------------------- | -------------- |
| 潘廼明   | 大正9年（西元1920年）10月～昭和4年（西元1929年）4月   | 淡水郡役所石門 |
| 江文通   | 昭和4年（西元1929年）4月～昭和15年（西元1940年）4月   | 淡水郡役所石門 |
| 三澤淳一 | 昭和15年（西元1940年）4月～昭和18年（西元1943年）10月 | 淡水郡役所石門 |
| 笠間喜益 | 昭和18年（西元1943年）10月～昭和19年（西元1944年）5月 | 淡水郡役所石門 |
| 江崎龜作 | 昭和19年（西元1944年）5月～昭和20年（西元1945年）8月  | 淡水郡役所石門 |

民國時期石門鄉長:169
| 屆次 | 姓名   | 任期                         | 備註     |
| ---- | ------ | ---------------------------- | -------- |
| 官派 | 施標輝 | 1945年10月～1946年12月       |          |
| 1    | 江文通 | 1947年1月～1948年12月        | 鄉代選出 |
| 2    | 林詩雅 | 1949年1月～1951年6月         | 鄉代選出 |
| 1    | 潘以波 | 1951年6月30日～1953年6月30日 | 民選首任 |
| 2    | 劉國煌 | 1953年7月1日～1956年         |          |
| 3    | 劉國煌 | 1956年～1960年1月16日        |          |
| 4    | 江文通 | 1960年1月16日～1964年2月28日 |          |
| 5    | 練天晃 | 1964年3月1日～1968年         |          |
| 6    | 練天晃 | 1968年～1973年6月30日        |          |
| 7    | 潘迺柋 | 1973年7月30日～1977年        |          |
| 8    | 潘迺柋 | 1977年～1982年2月28日        |          |
| 9    | 劉國烈 | 1982年3月1日～1986年         |          |
| 10   | 劉國烈 | 1986年～1990年2月28日        |          |
| 11   | 練國義 | 1990年3月1日～1994年         |          |
| 12   | 練國義 | 1994年～1998年2月28日        |          |
| 13   | 鄭庚和 | 1998年3月1日～2002年2月28日  |          |
| 14   | 劉兩源 | 2002年3月1日～2006年2月28日  |          |
| 15   | 梁玉雪 | 2006年3月1日～2010年12月24日 |          |

新北市石門區長
| 任次 | 姓名   | 任期                           | 備註 |
| ---- | ------ | ------------------------------ | ---- |
| 1    | 巫宗仁 | 2010年12月25日～2014年12月24日 |      |
| 2    | 劉淑芬 | 2014年12月25日～2016年2月1日   |      |
| 3    | 吳嘉榮 | 2016年2月2日～2019年1月31日    |      |
| 4    | 林俊宏 | 2019年2月1日～2023年1月30日    |      |
| 5    | 曾明華 | 2023年1月31日～2024年7月16日   |      |
| 6    | 陳明惠 | 2024年7月16日～2025年1月16日   |      |
| 7    | 吳家兆 | 2025年1月16日～現任            |      |

### 區政組織
石門區公所是新北市政府在石門區的派出機關，在中華民國政府架構中為市政府綜理區政的執行機關，上級業務監督機關為新北市政府。区长由市長任命，其任期為無任期保障。在區長及主任秘書之下，設有4課3室等7個內部單位。

### 行政區
現今石門區行政範圍的確立，來自於1920年，日本將臺灣十二廳改為五州二廳，設石門庄屬臺北州淡水郡:167。石門庄轄老梅、石門、頭圍、中角等4個大字。1946年，改為「石門鄉」，屬臺北縣淡水區。1950年，裁撤區署，石門鄉改直隸於臺北縣:167。2010年，臺北縣改制為直轄市，石門鄉改制為市轄區「石門區」，隸屬新北市。石門區的行政區劃轄有德茂里、富基里、老梅里、山溪里、石門里、尖鹿里、乾華里、茂林里、草里里等9個里，共計124鄰。

### 立法委員
- 新北市第一選舉區：洪孟楷

## 公共設施
警政
- 新北市政府警察局金山分局
  - 金山分局交通分隊
  - 石門分駐所
  - 老梅派出所
  - 乾華派出所

消防
- 新北市政府消防局第六大隊
  - 石門分隊

其他
- 臺灣電力公司第一核能發電廠

## 在地文化
- 新北市北海岸石門國際風箏節

## 教育

### 國民中學
- 新北市立石門實驗國民中學

### 國民小學
- 新北市石門區石門國民小學
- 新北市石門區乾華國民小學
- 新北市石門區老梅國民小學

### 圖書館
- 新北市立圖書館石門分館

## 交通
- 臺2線（淡金公路）[18]
- 北15線[18]
- 北16線
- 北17線[18]

- 北19線[18]
- 北19-1線[18]
- 北20線[18]
- 北21線[18]

### 其餘道路
- 石門區道路列表

## 特產
- 十八王公肉粽
- 鐵觀音

## 旅遊

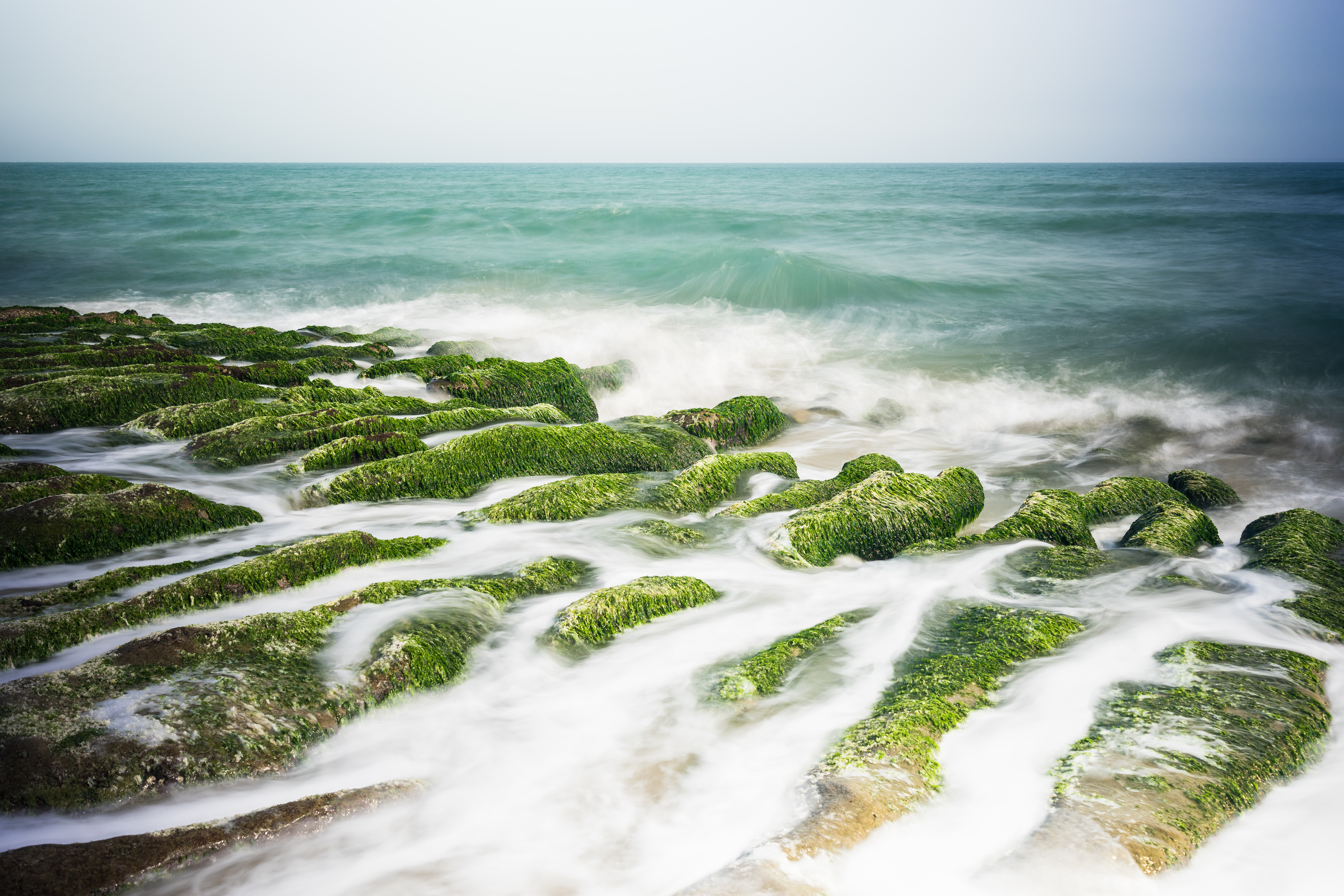
老梅綠石槽(四、五月限定美景)

- 富基漁港
- 草里漁港
- 富貴角燈塔（富貴角）
- 石門洞
- 白沙灣海水浴場
- 乾華十八王公廟
- 乾華新十八王公廟

- 老梅綠石槽
- 千年神豬樹公
- 青山瀑布
- 尖山湖紀念碑

尖山湖紀念碑位於山溪里，距青山瀑布一公里處。此碑是紀念1937年（昭和12年）11月26日，從松山機場起飛前往漢口攻擊之日本海軍鹿屋航空隊九六式轟炸機之七位殉職的飛行組員，在返航回松山機場時於此處撞山，全員陣亡。
- 石門金剛宮：北海岸知名的四面佛寺，也是台灣第一間最大的四面佛祖廟。
- 石門情人廟：北海岸知名的情人廟，主神供奉西藏愛情如意佛。
- 石門妙濟寺：位於乾華村（內阿里磅），為「半嶺古道」終點，昔時鐵觀音茶區之輸外集散中心。
- 黃金海岸高爾夫球場(原 北海球場)
- 濱海高爾夫球場

## 姐妹市
- 日本福井縣美濱町

## 外部連結
- 石門區公所 （页面存档备份，存于）
- 石門區衛生所 （页面存档备份，存于）